# Millerton, Iowa
Millerton là một thành phố thuộc quận Wayne, tiểu bang Iowa, Hoa Kỳ. Năm 2010, dân số của thành phố này là 45 người.

## Dân số
Dân số qua các năm:
- Năm 2000: 48 người.
- Năm 2010: 45 người.